# Notre-Dame (Dijon)
Notre-Dame de Dijon ist eine gotische Kirche in Dijon (Burgund, Frankreich). Die Arbeiten an dem Bau wurden 1230 begonnen und 1251 beendet.

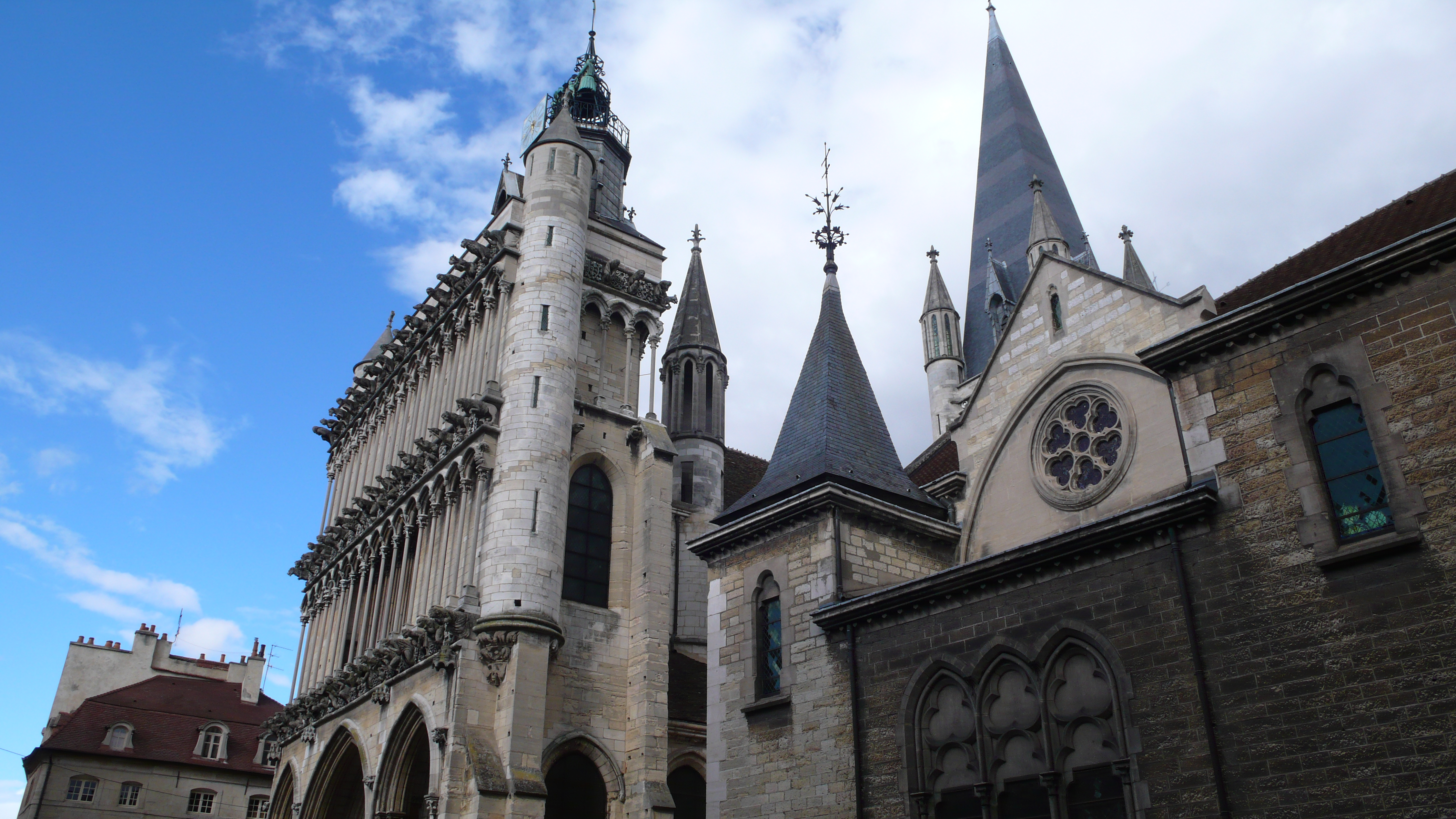
Notre-Dame de Dijon

## Architektur

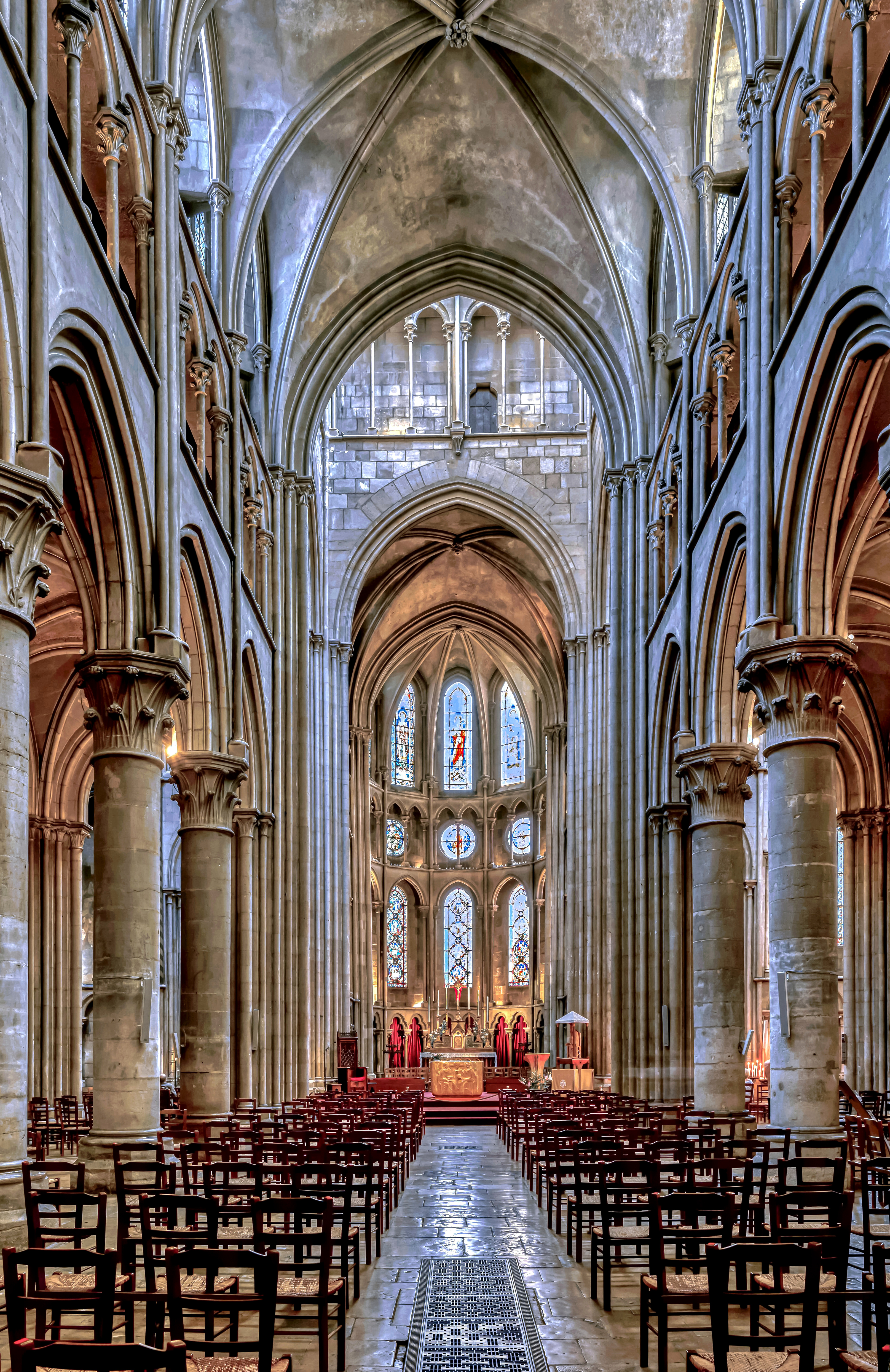
Langhaus und Chor

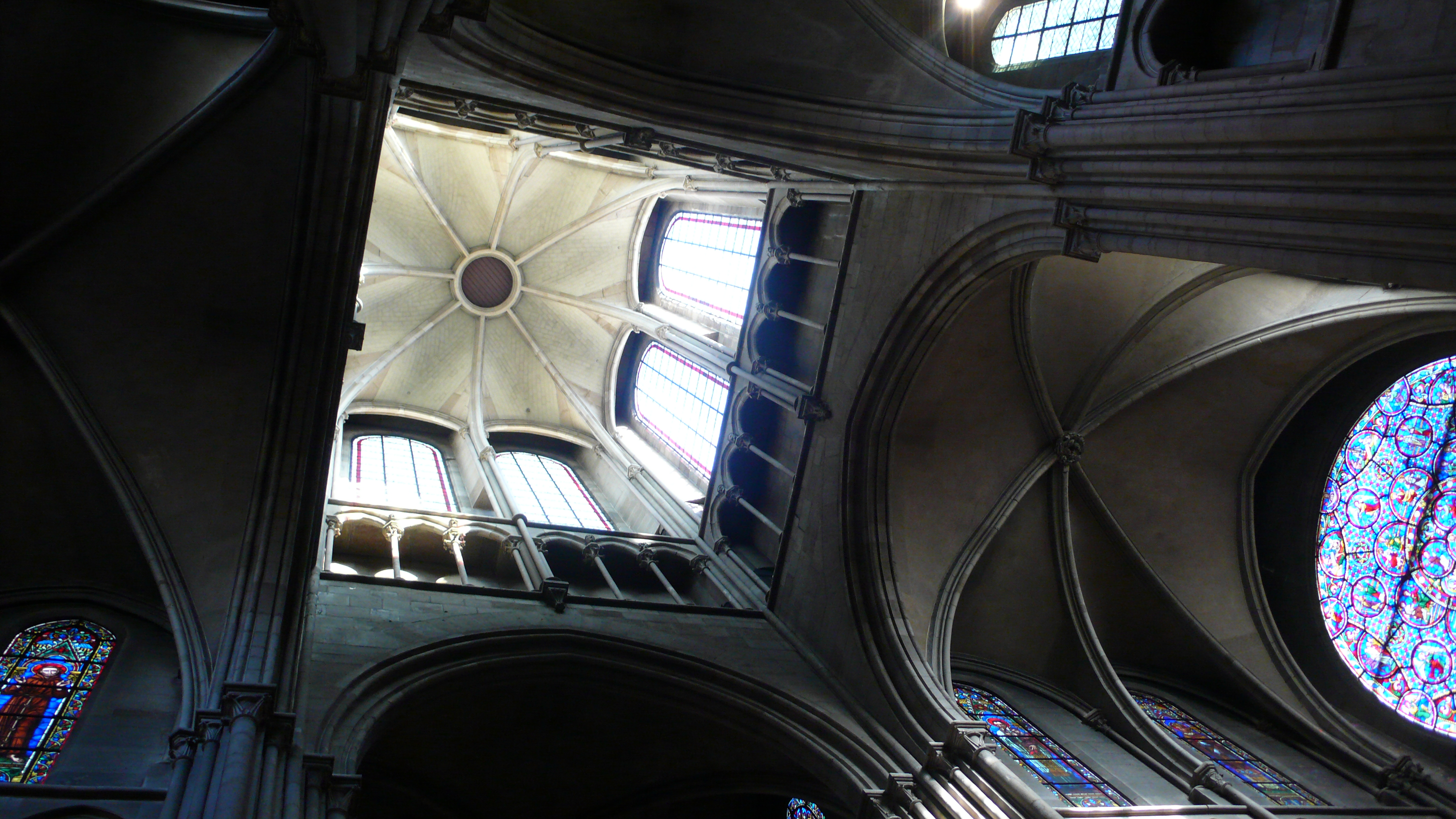
Notre-Dame de Dijon, Vierungsturm

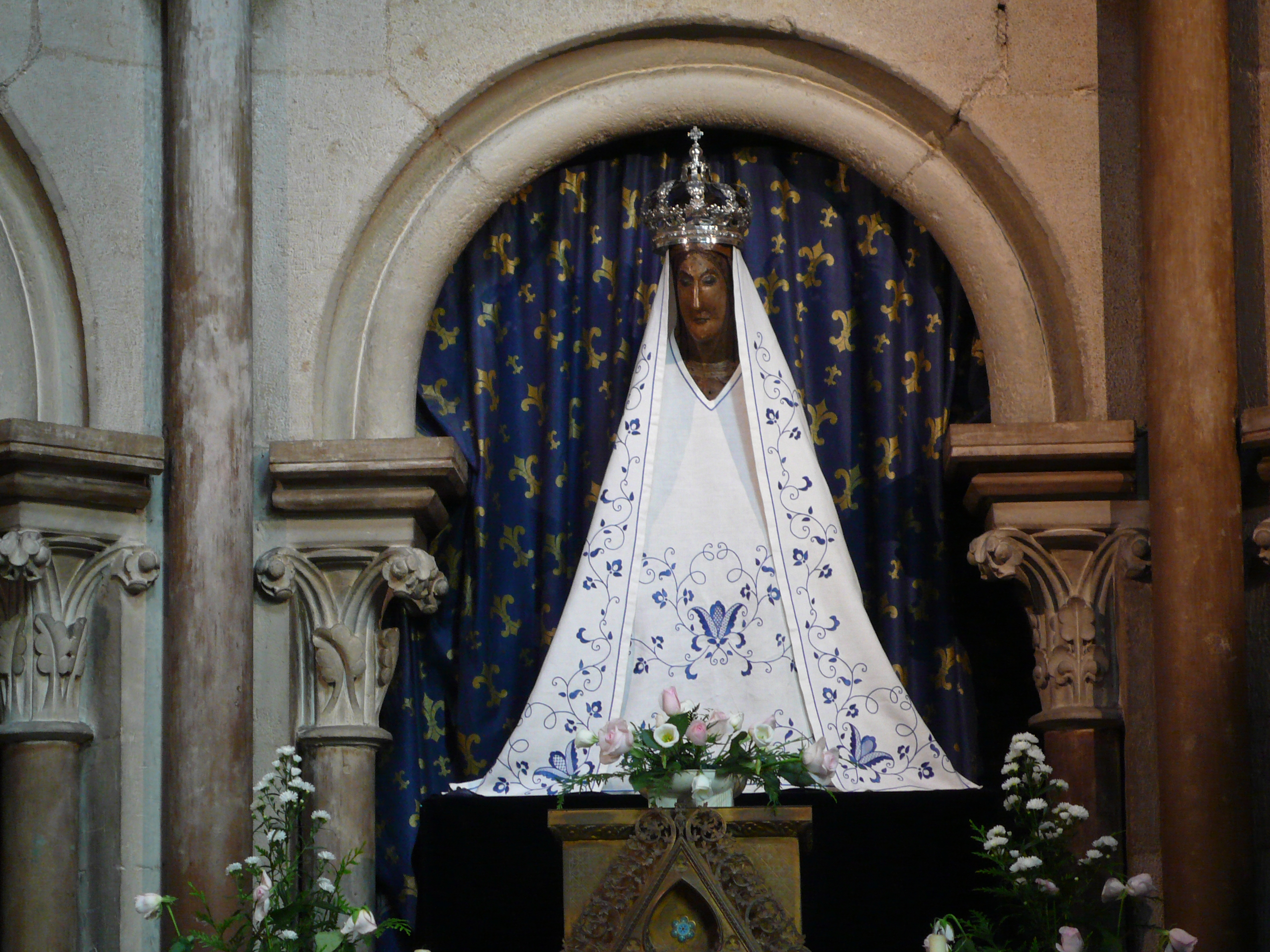
Notre-Dame de Bon-Espoir

Notre-Dame de Dijon ist eine mittelgroße Kirche mit einer Gesamtlänge von 65 m und einer Breite von 27,30 m am Querschiff. Das Mittelschiff erreicht eine Höhe von 18,50 m.
Die ungewöhnliche Westfassade zeigt über dem offenen Narthex, der völlig in das Gebäude integriert ist, zwei Geschosse von Arkadenreihen mit drei Reihen von Wasserspeiern (letztere im 19. Jahrhundert weitgehend erneuert), die ausschließlich dekorative Funktion haben. Die Fassade ist flankiert von zwei säulenartigen, runden Türmen, die unvollendet blieben und daher die Fassade nur wenig überragen.
Die tiefe Portalvorhalle erstreckt sich über zwei Joche und ist von einem sechsteiligen Gewölbe bedeckt, das sich im Mittelschiff über sechs Joche fortsetzt. Hochgotisch ist der Wandaufriss des Mittelschiffes mit Arkade, Triforium und Obergaden. An der quadratischen Vierung mit Vierungsturm kreuzt das auf jeder Seite zwei Joche umfassende Querschiff. Rechts und links des Einganges zum Chor findet sich im Querschiff jeweils eine kleine Apsis. 
Notre-Dame gilt als baukünstlerisch schönste, in den Abmessungen ausgewogenste Kirche Burgunds im 13. Jahrhundert. Das Vierungsquadrat – mit seinem zum Kircheninnern geöffneten Vierungsturm (Laternenturm) – ist die maßgebende Einheit, das sich hier im Langhaus als Folge von sechsteiligen Jochen wiederholt. Der dreiteilige Aufriss hat ein weites, geöffnetes Triforium. Der Laufgang vor den Hochschifffenstern verläuft im Langhaus innen und wechselt im Chor auf die Außenseite, deren Strebepfeiler in dieser Zone durchbrochen werden.
Das Langhaus besitzt sechsteilige Gewölbe, so dass das sog. gebundene System entsteht, d. h., dass auf jedes Langhausjoch zwei Seitenschiffjoche kommen. Die Gewölbe scheinen zwischen die Hochschiffwände „eingespannt“ zu sein. Die Auflösung der einstmals geschlossenen Wandfläche der Romanik in eine gotische doppelschalige Wandstruktur ist hier in Dijon in exemplarisch ausgewogener Weise gelungen. Diese Kirche hat daher sogar in jenen Zeiten Wohlgefallen gefunden, als man die Gotik als barbarischen Stil abgelehnt hat – als schulbuchmäßige Durchführung der gotischen Zweischaligkeit. Die äußere Wand ist weitgehend in Fenster aufgelöst. Dann kommt eine schmale Raumschicht, die hier in Dijon von oben nach unten durchgeht. Diese Raumschicht lässt die davor liegende innere Wand als bildhaftes, plastisches Stützsystem besonders hervortreten. 
Die maßvollen Dimensionen des Baus und die Verwendung reduzierter, konservativer Bauformen (sechsteilige Gewölbe, Verzicht auf einen Chorumgang, fehlendes Maßwerk) sind sicher darauf zurückzuführen, dass es sich hier nicht um eine Pilger- oder Bischofskirche handelt, sondern um eine von der wohlhabenden Bürgerschaft errichteten Pfarrkirche.

## Ausstattung
Nur bei fünf Fensterlanzetten im Nordquerhaus handelt es sich noch teilweise um originale Resteaus der Bauzeit um 1240.
In ihrer für das 19. Jahrhundert seltenen konzeptionellen Stringenz und ikonographischen Komplexheit, ihrer formalen Annäherung an hochgotische Formen (Felderteilung !) und Farbklänge vermitteln diese späten Farbfenster einen guten, wenn auch idealisierten Eindruck davon, wie man sich mittelalterliche Glasmalereiausstattung vorzustellen hat. Technisch bemerkenswert ist die durch das Fehlen von Maßwerk bei diesen großflächigen Fenstern notwendige (angeblich schon ursprüngliche) Verwendung von Windeisen.
Von den in der Revolution zugrunde gegangenen Bildwerken blieb in der rechten Querschiffapsis eine der ältesten Madonnenstatuen Frankreichs, Notre Dame de Bon Espoire (Maria von der Guten Hoffnung) aus der Zeit um 1100 übrig, allerdings farbig neu gefasst und als Gnadenbild weitgehend von  einem Gewand umhüllt.

## Orgel

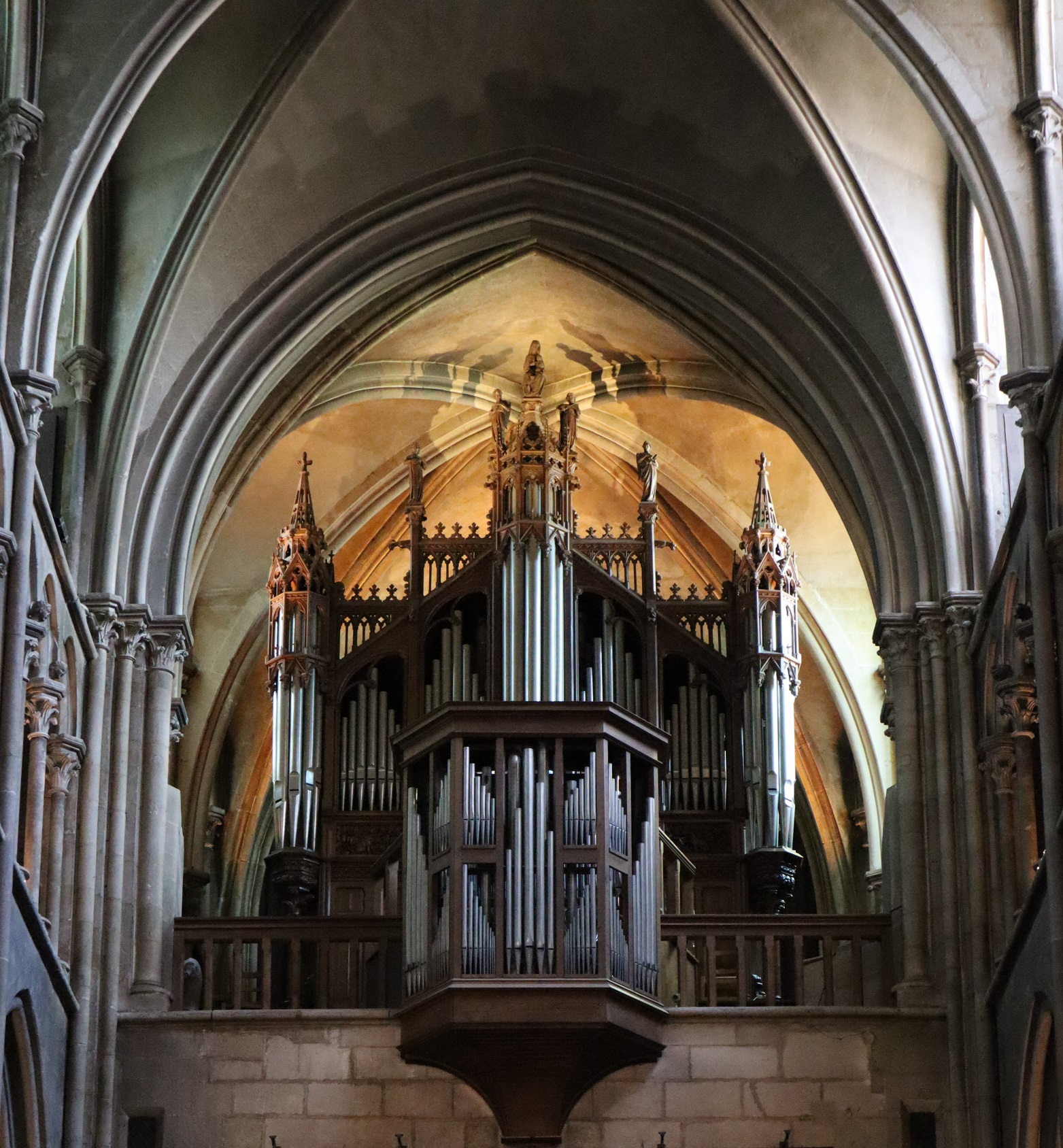
Orgel

Die Orgel wurde 1895 vom Orgelbauer Jean-Baptiste Ghys erbaut. Der Architekt Charles Suisse hat das neugotische Orgelgehäuse entworfen. Im 20. Jahrhundert wurde das Instrument mehrfach ausgebaut, insbesondere 1975 mit der Erweiterung um ein Positiv. Das Instrument hat 38 Register auf drei Manualen und Pedal. Die Trakturen sind mechanisch, in der Grand Orgue mit Barkermaschinen verstärkt.
| I Grand Orgue C–g3 |     |
| Bourdon            | 16′ |
| Montre             | 08′ |
| Bourdon            | 08′ |
| Salicional         | 08′ |
| Flûte harmonique   | 08′ |
| Prestant           | 04′ |
| Plein-jeu VI       |     |
| Cornet V           | 08′ |
| Bombarde           | 16′ |
| Trompette          | 08′ |

| II Positif C–g3 |        |
| Salicional      | 8′     |
| Bourdon         | 8′     |
| Montre          | 4′     |
| Flûte           | 4′     |
| Flageolet       | 2′     |
| Nasard          | 2 ⁄3′  |
| Tierce          | 1 3⁄5′ |
| Plein-jeu V 0   |        |
| Clarinette      | 8′     |
| Tremblant       |        |

| III Récit expressif C–g3 |    |
| Bourdon                  | 8′ |
| Diapason                 | 8′ |
| Gambe                    | 8′ |
| Voix Céleste             | 8′ |
| Flûte octaviante         | 4′ |
| Octavin                  | 2′ |
| Basson - Hautbois        | 8′ |
| Trompette                | 8′ |
| Clairon                  | 4′ |
| Voix humaine             | 8′ |
| Trémolo                  |    |

| Pédale C–g1 |     |
| Soubasse    | 16′ |
| Bourdon     | 16′ |
| Flûte       | 08′ |
| Clarabella  | 08′ |
| Flûte       | 04′ |
| Trombone    | 16′ |
| Bombarde 0  | 16′ |
| Trompette   | 08′ |
| Clairon     | 04′ |

## Der Jacquemart
Der unauffällige rechte Turm des Westbaus trägt die Uhr mit dem Jacquemart (Glockenschläger), die Philipp der Kühne 1382 aus Courtrai in Belgien als Siegestrophäe mitbrachte. Im Laufe der Jahrhunderte wurden dieser Figur eine Reihe weiterer mit kleineren Glocken beigesellt.

## La Chouette

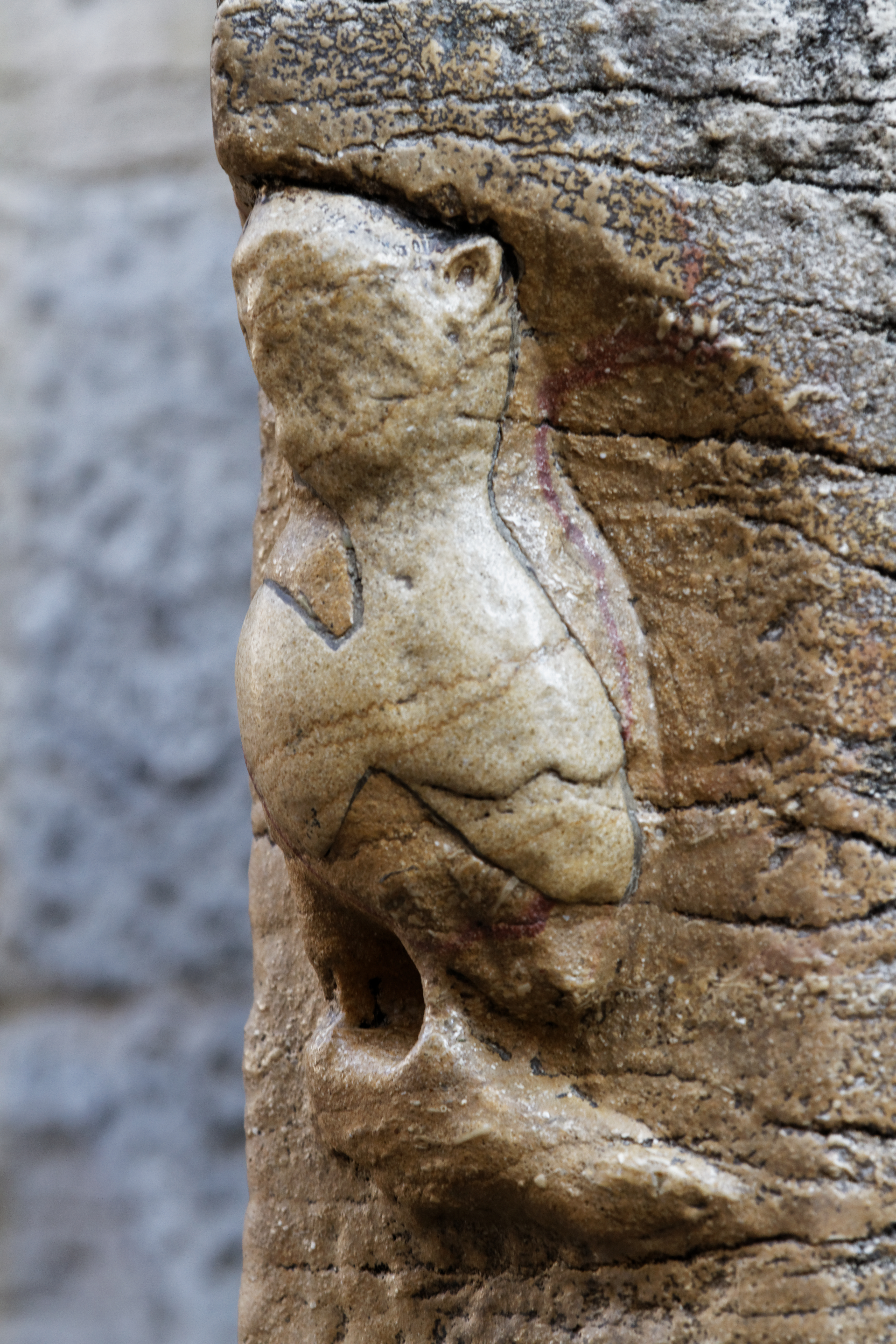
Eule

Auf der Nordseite der Kirche (Rue de la Chouette) findet sich an der Außenwand einer Seitenkapelle der Kirche an einem Strebepfeiler eine (2001 durch Vandalismus beschädigte) steinerne Eule.  Wenn man sie mit der linken Hand berührt, erfüllt sie nach dem Volksglauben einen Wunsch.